# Nuestra Señora de los Remedios de San Juan
Nuestra Señora de los Remedios, más conocida como la Virgen o Madre de los Remedios, es una imagen de la Virgen María bajo la advocación de los Remedios. Su santuario se sitúa en el corregimiento de San Juan, municipio de Bolívar en pleno corazón del macizo colombiano ubicado en el departamento del Cauca.
Es una de las advocaciones marianas del Cauca que cuenta con una historia de aparición, datando los registros orales y que se conservan, la veneración a Nuestra Señora de los Remedios se remonta hasta el siglo XVII desde ese tiempo hasta la actualidad su culto se ha propagado, tanto así que en la cabecera municipal y en la capital del departamento, Popayán se le celebra su fiesta patronal el 1 de septiembre.

## Historia

### Aparición
Cuenta la leyenda de la tradición oral que hacia el año 1640 unos cazadores que habitaban en un caserío ubicado en las montañas circundantes del río Saraconcho, subieron a la montaña buscando animales para el sustento, internándose en el bosque.
Sorpresivamente se encontraron en lo profundo del bosque con dos pequeñas estatuas, una de la Santísima Virgen María con el Niño Jesús en sus brazos y a un lado otra de San Juan Bautista, dejadas allí muy posiblemente por los misioneros religiosos en tiempos de la Colonia en el proceso de evangelización a los indígenas de la región.
Según lo narrado de las versiones populares, las imágenes fueron llevadas al caserío de Placetillas, pero en las noches inexplicablemente desaparecían y regresaban al lugar de la aparición, donde eran encontradas nuevamente siendo trasladadas nuevamente al poblado. Como este suceso continuó ocurriendo en reiteradas ocasiones,  se decidió construir una capilla sencilla de tapia, bahareque y paja en el mismo sitio.

### Fundación de San Juan
Con la construcción de la capilla, se decidió también el traslado del caserío desde la zona de las Placetillas o Pueblo Viejo hasta los alrededores del primitivo templo edificado con materiales sencillos.
Este primigenio pueblo que poco a poco se fue poblando con los devotos de la Virgen, igualmente a partir de los procesos migratorios dados por varias circunstancias, como el del simpático caso del matrimonio Timana – Guerrero, que por la incomprensión social se aventuró a lo inhóspito de estos lugares, por allá en el año de 1.880. Además que fueron arribando personas atraídas por su privilegiada posición geográfica en medio de una encrucijada de los caminos que trajinan entre los poblados de Bolívar (conocido desde 1751 como El Trapiche), San Sebastián y San Luis de Almaguer.
El poblado donde decidió la Virgen que fuese su hogar se lo bautizó bajo el amparo y patrocinio de San Juan Bautista, en homenaje a la otra imagen encontrada junto con la de María. Siendo venerada actualmente en el mismo santuario que ella.

### Origen de su nombre
Desde su aparición hasta la actualidad, una característica de la Santísima Virgen han sido los incontables milagros y exvotos que ha cumplido fielmente a los fieles y peregrinos que acuden con fe a su intercesión ante Dios.
Por lo que desde tiempos de antaño se le adjudicó la advocación y el título de Nuestra Señora de los Remedios, tanto por los muchos milagros realizados a sus devotos como por la peculiaridad de que alrededor de la roca en la que apareció la Virgen ante los cazadores habían diversidad de plantas medicinales como la malva, hierbabuena, manzanilla, entre muchas otras.

## Características
Nuestra Señora de los Remedios es una escultura de la Virgen María hecha en madera policromada y encarnada como era lo predominante tanto en las escuelas de arte Quiteña y Payanesa, la peana que la sostiene tiene tres cabezas de querubines en medio de nubes de las que sobresale una media luna, estando ella parada sobre ella según el pasaje del libro del Apocalipsis, capítulo 12.
Ella lleva un vestido tallado de color verde aguamarina y con ciertos detalles, con la mano derecha la Virgen sostiene un rosario, mientras que en la izquierda está el Niño Jesús. La piedad popular la ha adornado con diversas halagas y aditamentos que han engrandecido su guardarropas, como la donación de vestidos por favores o exvotos recibidos y la imagen suele lucir durante todo el año. 
Tanto la madre como su hijo portan sendas coronas de oro con piedras preciosas, también que la virgen tiene pendiendo de su cuello un medallón dorado. Más recientemente se instaló en su parte posterior un resplandor circular con rayos dorados.
Ella permanece durante todo el año en el centro del altar mayor de su santuario.

## Fiesta patronal
Sus festividades patronales se celebran todos los años el 1 de septiembre, contando con 9 días antes de preparación donde se realiza la novena y procesiones en su honor, la cual es encomendada su realización a los diferentes barrios y veredas del corregimiento, además de las colonias de sus habitantes asentados en Bolívar o en Popayán (donde se realiza la fiesta en la Iglesia de la Inmaculada Concepción, barrio María Occidente).
El día noveno, el 30 de agosto por la noche se realiza la quema del denominado ''Castillo'' en el Parque Central al frente del Santuario que es una torre de fuegos pirotécnicos (que es muy tradicional en el sur del Cauca para las fiestas patronales) y mientras esta arde, la pirotecnia da varios espectáculos visuales que develan al final la imagen de Nuestra Señora de los Remedios, un acto presenciado tanto por propios como turistas.
El 1 de septiembre, el día litúrgico de su solemnidad, se suele realizar eucaristías desde la mañana hasta la tarde en homenaje a la Virgen de los Remedios en su majestuoso santuario, con gran concurrencia de peregrinos del Cauca, Nariño, Huila y muchos otros lugares de Colombia e inclusive del Ecuador.